# Arthur Joseph Turcotte
Pour l’article homonyme, voir Turcotte.
Arthur Joseph Turcotte (14 mai 1850-1er novembre 1918) est un épicier, marchand et homme politique fédéral du Québec.

## Biographie
Né à Saint-Jean-de-l'Île-d'Orléans dans le Canada-Est, il devint député du Parti libéral du Canada dans la circonscription fédérale de Montmorency lors d'une élection partielle déclenchée en 1892 après le départ du député Joseph Israël Tarte. Il avait précédemment été défait en 1891. Il ne se représente pas en 1896.